# Habenaria letouzeyana
Habenaria letouzeyana là một loài thực vật có hoa trong họ Lan. Loài này được (Szlach. & Olszewski) P.J.Cribb & Stévart mô tả khoa học đầu tiên năm 2004.